# Ivan Righini
Ivan Righini, nato Ivan Vadimovič Bariev (in russo Иван Вадимович Бариев?; Mosca, 16 aprile 1991), è un pattinatore artistico su ghiaccio italiano e russo.

## Biografia
Inizia a pattinare a 6 anni e gareggia per la Russia fino all'autunno 2012 con il cognome del padre, Bariev. Tra i suoi migliori risultati, nel 2008 conquista il settimo posto sia ai Campionati mondiali juniores di pattinaggio di figura sia alla finale del Grand Prix Junior. Nel 2008 e nel 2009 è campione nazionale russo nella categoria Junior.
Disponendo di doppia nazionalità, russa e italiana, decide di cambiare Federazione e gareggiare per l'Italia. Debutta per il tricolore alla Merano Cup nel novembre 2013 con il cognome da nubile della madre, Righini. Sempre a Merano, nel dicembre 2013, conquista la medaglia d'oro ai Campionati italiani di pattinaggio di figura. Ai Campionati mondiali di pattinaggio di figura a Saitama (Giappone) si classifica al 13º posto.
Nella stagione 2014-2015 debutta nel circuito dei Grand Prix ISU di pattinaggio di figura gareggiando a Mosca (Rostelecom Cup, 14-16 novembre 2014) e a Osaka (NHK Trophy, 28-30 novembre 2014).
Il 22 febbraio 2015, durante la Challenge Cup a L'Aia (Paesi Bassi), stabilisce il record italiano assoluto nel Programma Lungo con il punteggio di 153.48.
È allenato da Svetlana Sokolovskaya, con sede a Mosca.

## Programmi
| Stagione  | Programma corto                             | Programma libero                                              |
| --------- | ------------------------------------------- | ------------------------------------------------------------- |
| 2014-2015 | - Thriller - Billie Jean di Michael Jackson | - I Did It My Way - Love - I Love You Baby di Frank Sinatra   |
| 2013-2014 | Bolero (RnB version) di Maurice Ravel       | C'era una volta in America di Ennio Morricone, Fedia Karmanov |

## Palmarès

### Per l'Italia
| Internazionali          | Internazionali | Internazionali | Internazionali | Internazionali | Internazionali |
| Event                   | 2013–14        | 2014–15        | 2015–16        | 2016-17        | 2017-18        |
| ----------------------- | -------------- | -------------- | -------------- | -------------- | -------------- |
| Campionati mondiali     | 13º            | 25º            | 12º            |                |                |
| Campionati europei      |                | 8º             | 6º             | 12º            |                |
| GP NHK Trophy           |                | 10º            |                |                |                |
| GP Rostelecom Cup       |                | 11º            | 8º             |                |                |
| GP Cup of China         |                |                | 10º            |                |                |
| GP Trophée Eric Bompard |                |                |                | 11º            |                |
| CS Golden Spin          | 3º             | 7º             |                |                | 5º             |
| CS Ice Star             |                |                |                |                | 4º             |
| CS Lombardia Trophy     |                |                |                |                | 11º            |
| CS Nebelhorn Trophy     |                | 8º             |                |                |                |
| CS Warsaw Cup           |                |                | 6º             |                |                |
| Bavarian Open           | 1º             |                | 1º             |                |                |
| Challenge Cup           | 4º             | 1º             |                |                |                |
| Merano Cup              | 5º             |                |                |                |                |
| Universiadi             |                |                |                | 5º             |                |
| Volvo Open              |                |                |                |                | 1º             |
| Nazionali               |                |                |                |                |                |
| Campionati Italiani     | 1º             | 1º             | 1º             | 1º             | 2º             |
| R = Ritirato            |                |                |                |                |                |

### Per la Russia
| Internazionali          | Internazionali | Internazionali | Internazionali | Internazionali | Internazionali | Internazionali |
| Evento                  | 2007–08        | 2008–09        | 2009–10        | 2010–11        | 2011–12        | 2012–13        |
| ----------------------- | -------------- | -------------- | -------------- | -------------- | -------------- | -------------- |
| Challenge Cup           |                |                |                |                | 6º             |                |
| Cup of Nice             |                |                |                |                |                | 5º             |
| Golden Spin             |                |                |                |                | 3º             |                |
| Ice Challenge           |                |                |                |                | 4º             |                |
| Nebelhorn Trophy        |                |                |                |                |                | 8º             |
| NRW Trophy              |                |                |                | 8º             |                |                |
| Universiadi             |                |                |                | R              |                |                |
| Internazionali: Junior  |                |                |                |                |                |                |
| Campionati mondiali     | 7º             |                |                |                |                |                |
| JGP Finale              | 7º             | 4º             |                |                |                |                |
| JGP Croazia             | 2º             |                |                |                |                |                |
| JGP Repubblica Ceca     |                | 2º             |                |                |                |                |
| JGP Romania             | 2º             |                |                |                |                |                |
| JGP Sud Africa          |                | 2º             |                |                |                |                |
| Nazionali               |                |                |                |                |                |                |
| Campionati russi        | 7º             |                |                | 9º             | 6º             |                |
| Campionati Russi Junior | 1º             | 1º             |                |                |                |                |
| R = Ritirato            |                |                |                |                |                |                |